# 創可貼 (電影)
《創可貼》（韓語：반창꼬），是一部2012年上映的韓國浪漫喜剧片。

## 劇情介紹
每天穿梭於各類事故，救人於水火的消防員康一（高洙飾），卻沒能挽回愛妻的生命，失去妻子後將傷痛埋在心中，一次執勤中被病患的丈夫打斷了鼻樑，而該病患因遭到女醫生美秀（韓孝周飾）誤診導致生命陷入危機。
說話口無遮攔、行事隨心所欲的美秀為了不讓自己的執照被吊銷，必須要讓消防隊員康一證明病患的丈夫具有暴力傾向，讓法官認為病患之所以會腦死是因為被家暴，為了自己的前途，她決心使出女人的真本事－美人計，讓固執的康一願意為她作證。然而康一本身剛失去妻子，能理解家屬心情，且清楚知道美秀是為了自己能在訴訟中有利才前來說服他，於是強力拒絕。
不放棄的美秀想盡辦法，還佯裝要跳河自殺，後遭康一以謊報名義送交警方。為了抵銷因謊報而須繳納的兩百萬罰金，同時為了接近康一好持續說服他，因而加入了義消當隊醫。從此兩人之間開始發生了變化...兩人屢次在慘不忍睹的事故現場相會，心中卻漸漸開出明媚的花。生死與愛情在他們面前展現了各式的色彩。最終，他們能為彼此的傷口貼上溫暖的OK繃嗎？

## 演員陣容

### 主要演員
- 高洙：千姜一
- 韓孝周：高美秀
- 馬東石：消防隊長
- 金盛吳：勇洙
- 玄朱妮：賢京
- 陳瑞妍：夏允

### 特別出演
- 鄭進永：吳刑警
- 梁東根：方刑警
- 趙敏基：醫院科長

## 音樂
- 片尾曲：NOEL《OK繃》

## 外部連結
- 官方网站
- NAVER電影 （页面存档备份，存于）
- Daum電影 （页面存档备份，存于）

1. . www.zoommovie.com.   [2024-10-21] （中文（中国大陆））.